# نهر آبا

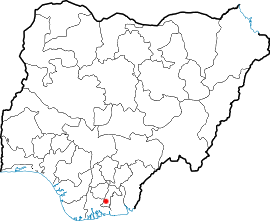

نهر آبا هو نهر يقع في جنوب نيجيريا. ويمر عبر مدينة آبا النيجيرية. ويتفرع هذا النهر من نهر إمو.
إحداثيات: 4°49′22″N 7°29′27″E / 4.8228°N 7.4909°E